# Villa Cultural La Estación
Posadas era una estación de ferrocarril de la ciudad de Posadas, capital de la Provincia de Misiones, Argentina. En 2008 fue clausurada y sus instalaciones fueron transformadas en un centro cultural. Una nueva estación, apeadero Posadas, fue construida en 2014, a 700 metros de la antigua terminal.

## Ubicación
La estación corresponde al Ferrocarril General Urquiza de la red ferroviaria argentina. Se encuentra a dos cuadras del casco céntrico de la ciudad de Posadas al final de la Avenida Madariaga.

## Historia
La estación fue habilitada el 19 de octubre de 1913 con el nombre de General Justo José de Urquiza, su diseño estuvo a cargo del arquitecto Arturo Gancedo Castrillo y la construcción por la empresa Vedetti Hermanos.
En 1911 se estableció una conexión ferroviaria con el Paraguay, inaugurada el 12 de septiembre de 1913 mediante un ramal que partía de la estación hacia el embarcadero de ferry-boat en el puerto de Posadas, que cruzaban el río Paraná hasta la Estación Pacú Cuá del Ferrocarril Carlos Antonio López en Encarnación.

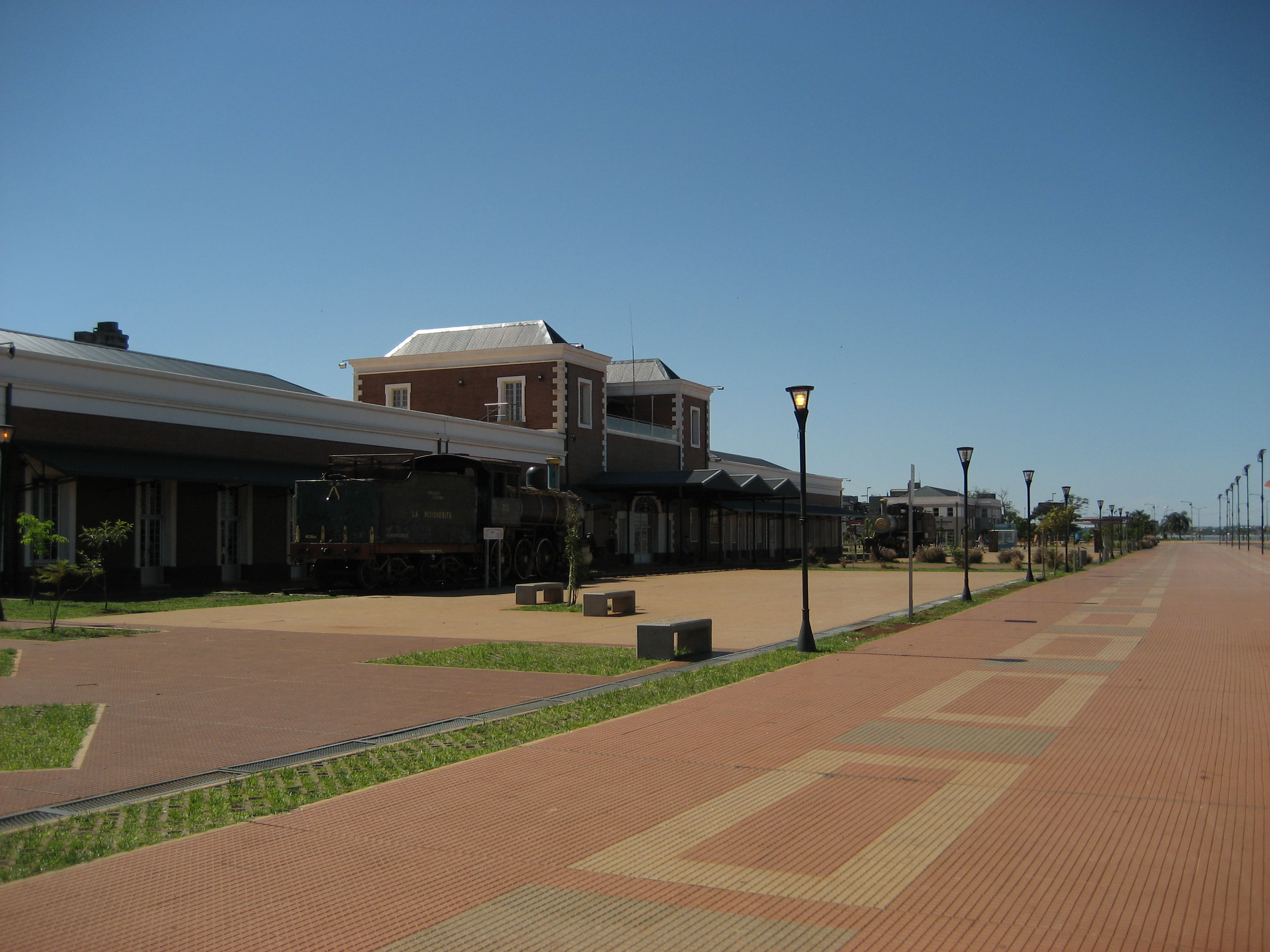
El edificio de la antigua estación, en 2012, sobre la Costanera Monseñor Kemerer que devino en la Villa Cultural "La Estación" donde se realizan exposiciones artesanales.

El 1 de septiembre de 2005, la estación fue declarada Patrimonio Cultural de la ciudad de Posadas.

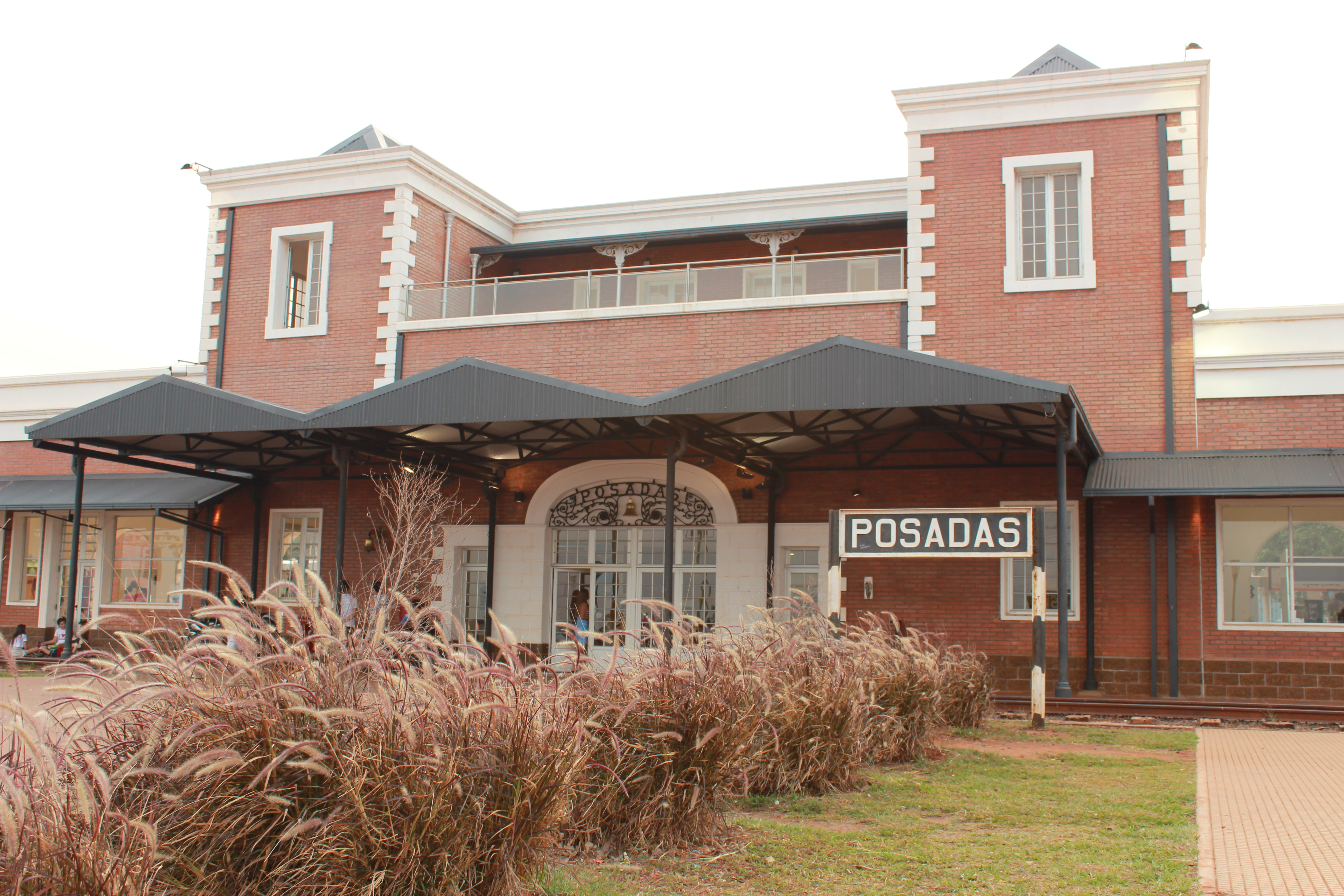
Antigua estación Posadas, en 2012.

A 2008, la Entidad Binacional Yacyretá (EBY) procedió a levantar la cota del embalse ubicado entre las estaciones Miguel Lanús y Posadas, con el aval de América Latina Logística y el Poder Legislativo Local, lo que transfirió a la estación Garupá la condición de terminal del servicio de pasajeros. Por ello, la estación Posadas fue desactivada y se dispuso el levantamiento de las vías.
En el año 2009 la estación fue parcialmente demolida pese a los pedidos de los posadeños de hacer de ella un museo y con ello preservarla, dejándola reducida a ruinas. Elementos de valor como la campana y las letras enlozadas del arco de ingreso al andén fueron sustraídos sin dar conocimiento de su destino, y no se les permitió a los trabajadores de TEA retirar sus pertenencias y las encomiendas de la boletería previamente a la demolición.
Posteriormente se reconstruyó una réplica en el lugar exacto (más elevado respecto al nivel original para respetar la nueva cota) de la antigua estación, convirtiendo el edificio en un centro cultural. El lugar donde se encontraban las vías fue convertido en una senda peatonal.

## Servicios
La estación era la terminal del servicio Federico Lacroze-Posadas llamado el Gran Capitán, quien hasta 2011 estuvo a cargo de la empresa Trenes Especiales Argentinos sobre las vías del Ferrocarril Urquiza.
El servicio de pasajeros fue reinaugurado en septiembre de 2003; los mismos no funcionaban desde el 10 de marzo de 1993. En 2011 se volvieron a cancelar, llegando solo hasta Estación Apóstoles (Urquiza)
Han existido planes para volver a unir esta estación con la ciudad paraguaya de Encarnación a través del ramal que cruza el Puente Internacional San Roque González de Santa Cruz y se desprende antes de llegar a la Estación Posadas.